# .rw
.rwは国別コードトップレベルドメイン（ccTLD）の一つで、ルワンダに割り当てられている。

## 第二レベルドメイン
- gov
- net
- edu
- ac
- com
- co
- int
- mil
- gouv